# Hohenbuehelia myxotricha
Hohenbuehelia myxotricha är en svampart som först beskrevs av Joseph-Henri Léveillé, och fick sitt nu gällande namn av Rolf Singer 1951. Hohenbuehelia myxotricha ingår i släktet Hohenbuehelia och familjen musslingar.   Inga underarter finns listade i Catalogue of Life.